# ابوالقاسم عاصی
ابوالقاسم عاصی مذنب (زادهٔ ۱۳۴۴) استاد دانشگاه ایرانی است که در دولت نهم به‌مدت دو سال استاندار یزد بوده‌است.
وی استادیار بازنشسته گروه معارف دانشکده علوم انسانی دانشگاه آزاد اسلامی واحد یزد می‌باشد. عاصی در نهمین دوره انتخابات ریاست‌جمهوری، رئیس ستاد انتخاباتی احمدی‌نژاد در یزد بود.